# Speranza (singolo)
Speranza è un brano musicale della cantante italiana Laura Pausini, cover della canzone di Amedeo Minghi pubblicata in Italia nell'album L'altra faccia della luna del 2002 (pubblicata con il titolo La speranza).
È il 4º ed ultimo singolo estratto nel 2002 solo in Brasile dall'album The Best of Laura Pausini - E ritorno da te del 2001.

## Il brano
il brano è scritto da Amedeo Minghi, Marcello Barbosa, Luiz Schiavon, Nil Bernardes.
Il brano è inserito nell'album The Best of Laura Pausini - E ritorno da te Platinum Edition per il Brasile.
La canzone non viene tradotta in lingua spagnola.
Pur non esistendo il CD singolo, il brano viene quindi trasmesso in radio in Brasile; non viene realizzato il videoclip.
Nel 2002 la canzone viene registrata in duetto con Alejandro Sanz, Gilbert Abraham Stein e Fama Coral con il titolo Esperanca e pubblicata sull'omonimo album della colonna sonora della telenovela brasiliana Terra nostra 2 - La speranza.

## Tracce
Download digitale
1. Speranza
2. Esperanca (con Alejandro Sanz, Gilbert Abraham Stein e Fama Coral)

## Classifiche
| Classifiche (2002) | Posizione massima |
| ------------------ | ----------------- |
| Brasile            | 10                |

## Pubblicazioni
Speranza versione solista viene anche inserita nell'album Esperanca (International Version) del 2002.

## Colonna sonora
Nel 2001 Speranza viene utilizzato come colonna sonora della telenovela brasiliana Terra nostra 2 - La speranza.